# عجور
عجور هي قرية تقع شمال غربي قضاء الخليل على بعد 25 كم من مركز الخليل وتحيط بها أراضي نوبا وتل الصافي وزكريا وصوريف ودير الدبان، ويتواجد معظم أبناؤها في المهجر بسبب تهجيرهم وطردهم على يد العصابات الصهيونية عندما نُفّذت عملية يوآف لاحتلال وسط وجنوب فلسطين في تشرين الثاني من العام 1948م.
كان يقطنها 3700 شخص في عام 1948م. بعد تهجير المدينة من سكانها تم بناء المستوطنات التالية آجور، تزافريريم، جيفات يشياهو، ليؤن، تيروش.

## التاريخ
بالقرب من القرية في خربة جنابة الفوقا وقعت معركة أجنادين بين الخلافة الراشدة والامبراطورية البيزنطية
والتي أسفرت عن نصر حاسم للمسلمين كان من نتائجه فتح معظم فلسطين وضمها للمسلمين.
القرية نفسها يعتقد أنها بنيت في العصر الفاطمي في بدايات القرن الثاني عشر، والمسجد الذي بني خلال تلك الفترة ظل يستخدمه سكان عجور حتى تهجيرهم وتدمير المدينة. ويوحي طراز القرية المعماري القديم، ولا سيما مبنى الوقف، بأن عجور الحديثة أنشئت في الأعوام الأولى من حكم الفاطميين (909-1171)م.
دوّن المؤرخ المسلم مجير الدين الحنبلي في كتابه الأنس الجليل بتاريخ القدس والخليل أنه مر بعجور عندما كان في طريقه إلى القدس
في بداية القرن السادس عشر عندما كانت البلاد جزء من الدولة العثمانية.
عام 1596م كانت عجور تابعة لناحية غزة وجزء من سنجق غزة.
وكانت تدفع ضرائبها على منتجاتها من القمح والشعير والفواكه والكروم والعسل والماعز.
مر بها الرحالة الأمريكي إدوارد روبنسون الذي يعتبر مؤسس الجغرافيا الإنجيلية عام 1838م ووصفها بالقرية الصغيرة.
في نهاية القرن التاسع عشر كانت عجور قرية صغيرة فيها أشجار زيتون بيوتها متجمعة بالقرب من بعضها والقليل منها موجود في الغرب والجنوب وحَوَت على مدرسة خاصة اسمها مدرسة أبو حسن في ذلك الوقت.
شارك الكثير من أبنائها في التجنيد الإجباري أيام العثمانيين والكثير منهم لم يرجع واستشهد في النصف الأول من القرن العشرين.

### عهد الانتداب البريطاني
خلال الانتداب البريطاني على فلسطين أصبحت عجور مزدهرة اقتصادياً بالنسبة لما جاورها، حيث كان يعقد فيها سوق الجمعة الذي كان يجذب المستهلكين والتجار من القرى المجاورة، مدرسة ثانية تم تأسيسها عام 1934م لخدمة عجور والقرى المجاورة، ومثل أغلبية قرى فلسطين اعتمدت عجور على الزراعة التي كانت أساس اقتصادها، وجاء بعده التربية الحيوانية حيث حرصوا على اقتناء المواشي وكانوا يتنقلون بها للرعي في المناطق المجاورة حسب فصول السنة
مثل خريبة السورة وخريبة عمورية، صناعة الأحذية والنجارة ودباغة الجلود كانت أيضا موجودة في عجور.

### حرب النكبة
في 23 أكتوبر عام 1948م خلال حرب 1948 تم احتلالها من قبل الكتيبة الرابعة لواء غيفعاتي الإسرائيلي من ضمن عملية يوآف في الجبهة الشمالية، معظم سكان عجور نزحو نتيجة لهذا الاغتصاب وقليل منهم كان قد نزح خلال هجوم مبكر في 23 و24 ايلول.
في عام 1992 وصف المؤرخ الفلسطيني وليد الخالدي القرية بأنه لم يبقَ سوى ثلاثة منازل اثنان مهجوران والثالث تم تحويله إلى مستودع وأحد المنزلين المهجورين مكون من طابقين حجر وله شُرفة كبيرة مقوسة.
بيترسن Petersen الذي تفقد المكان في 1994م ذكر وجود مبنى حجري مكون من طابقين وفيه سرداب أو رواق مقوس في
الجهة الشمالية، الطابق العلوي مستخدم كمنزل والسفلي غير مستخدم لكنه مقفل
السرداب المقوس يستند على دعامتين في كل طرف مع وجود دعامتين في الوسط عليهما حجر منحوت وردي الشكل يبدو أنه جزء من
سطح العمود. الأقواس الخارجية عليها غطاء مسطح. وكل ساحة مغطاة بسرداب ارتفاعه أربعة أمتار. يتم الوصول إلى الطابق العلوي بواسطة درج
خارجي على الجانب الشرقي مما يؤدي إلى شرفة الجدران فوق الممرات. هوية أو وظيفة هذا المبنى غير معروفة على الرغم من تصميمه والتوجه يشير إلى أنه قد يكون مسجداً.
في عام 2000م لاحظ ميرون بنفينيستي أن المباني الثلاثة الواقعة خارج البلدة تم تجديدها وأن أسر يهودية تعيش فيها وتقيم حفلات موسيقية في أحد حجراتها.